# 奥蒂廖
奥蒂廖（義大利語：Ottiglio），是意大利亚历山德里亚省的一个市镇。总面积14.48平方公里，人口687人，人口密度47.4人/平方公里（2009年）。ISTAT代码为006120。